# Thorictus grandicollis
Thorictus grandicollis is een keversoort uit de familie spektorren (Dermestidae). De wetenschappelijke naam van de soort werd in 1842 gepubliceerd door Ernst Friedrich Germar.